# Maksim Shatskikh
Maksim Aleksandrovich Shatskikh - em russo, Максим Александрович Шацких - ou simplesmente Maksim Shatskix (Tashkent, 30 de agosto de 1978) é um futebolista uzbeque de origem eslava oriental, provavelmente descendente de contigentens de russos ou ucranianos remanejados para a então RSS do Uzbequistão para melhor povoar a região.

## Carreira em clubes
Iniciou a carreira profissional em 1996, no Sokol Saratov, tendo jogado nas categorias de base do Pakhtakor Tashkent. Joga desde 1999 no Dínamo de Kiev, da Ucrânia, vindo do Baltika Kaliningrado, do enclave russo de Kaliningrado. 
O atacante, que chegou à equipe como substituto de Andriy Shevchenko (que havia se transferido ao Milan), já anotou 97 gols em 215 jogos pelo principal clube do país e ganhou seis vezes o campeonato ucraniano, do qual foi artilheiro duas vezes.
Após dez anos no Dínamo, transferiu-se, já veterano, à equipe cazaque do Lokomotiv Astana.

## Seleção
Joga desde 1999 pelo Uzbequistão, tendo marcado 27 gols em 35 jogos até outubro de 2007, no mês em que marcou cinco vezes contra Taiwan. Foi escolhido o segundo melhor jogador asiático de 2005. 
Esteve perto de disputar a Copa do Mundo de 2006: a Seleção Uzbeque disputou polêmica repescagem (que incluiu uma vitória da equipe anulada) contra a Bahrein, sendo eliminada. Bahrein, posteriormente, disputaria uma repescagem final contra Trinidad e Tobago, que terminou classificada.